# Serrognathus titanus
Serrognathus titanus es una especie de coleóptero de la familia Lucanidae. La especie fue descrita científicamente por Jean Baptiste Boisduval en 1835. Huang y Chen (2013) separaron Serognathus del género Dorcus mediante la representación de caracteres morfológicos y el análisis de ADN.

## Subespecies
- Serrognathus titanus palawanicus Lacloix, 1983
- Serrognathus titanus titanus (Boisduval, 1835)

= Lucanus titanus Boisduval, 1835
= Lucanus titanus briareus Hope y Westwood, 1845

## Distribución geográfica
Habita en el archipiélago malayo. Serrognathus titanus palawanicus en Palawan (Filipinas) y Serrognathus titanus titanus en la Península de Malaca, Borneo, Célebes, Luzón, Mindanao.